# Atelognathus grandisonae
Atelognathus grandisonae је водоземац из реда жаба (Anura). 

## Угроженост
Подаци о распрострањености ове врсте су недовољни.

## Распрострањење
Ареал врсте је ограничен на једну државу. 
Чиле је једино познато природно станиште врсте.

## Станиште
Станишта врсте су шуме, тундра и слатководна подручја. 